# Zootomie
Zootomie (griechisch) ist ein veralteter Ausdruck in der Zoologie für die Wissenschaft der Anatomie der (Wirbel-)Tiere. Das entsprechende akademische Fach wird an Hochschulen heute Veterinär-Anatomie genannt. Wissenschaftler dieses Gebietes, Veterinäranatomen, wurden als Zootom oder als Tierzergliederer bezeichnet. Damals wurde der Begriff der Zootomie dem der Anthropotomie als menschlicher Anatomie gegenübergestellt, beide zusammen als Anatomie gefasst. Als Phytotomie wird die Lehre vom Bau der Pflanzen bezeichnet.
Eines der ersten grundlegenden Werke zu diesem Thema ist die Zootomia Democritaea (1645) des neapolitanischen Anatomen Marco Aurelio Severino (1580–1656), in der das Verhältnis der Zootomie zur Anatomie des Menschen beschrieben wird.
Zootomie im Sinne der Bezeichnung des 19. Jahrhunderts, als vergleichende Anatomie übersetzt,
geht auf Johann Friedrich Meckel den Jüngeren (1781–1833) und Hermann Friedrich Stannius (1808–1883) zurück.